# Museo d'arte dello Splendore
Il Museo d'Arte dello Splendore (MAS) è un museo di Giulianova, situato all'interno del complesso del Santuario della Madonna dello Splendore, che raccoglie opere d'arte dal XIII secolo fino all'età contemporanea. Inoltre ospita mostre temporanee ed eventi di carattere culturale, come concerti, presentazioni di libri, performance teatrali, conferenze e convegni.

## Storia
Il Museo d'arte dello Splendore è stato inaugurato il 27 luglio 1997 per volontà del frate cappuccino Padre Serafino Colangeli, nella struttura che, dal 1938 al 1965, ospitava uno studentato. Dal 2002 è divenuto una fondazione pubblico-privata, attualmente costituita dalla fondazione Piccola Opera Charitas e dal Comune di Giulianova.
La Regione Abruzzo lo ha riconosciuto come museo di prima categoria.

## Il museo
Il museo si estende su tre piani, per un totale di circa 1200 m² e i suoi contenuti sono così organizzati:
- il piano terra ospita, come deposito aperto, la Collezione d'arte dei Frati Cappuccini d'Abruzzo; le opere sono collocate nel museo a partire dal 2010, a seguito dei danni provocati dal terremoto del 2009 al complesso di Santa Chiara dell'Aquila, da cui esse provenivano;
- il secondo piano, inaugurato il 14 dicembre 1997[1], ha ospitato fino al 17 dicembre 2019 la Collezione Bindi, lascito di Vincenzo Bindi (1852-1928) al comune di Giulianova; la collezione originale comprende 377 opere di pittura di artisti legati alla città di Napoli, in particolare della Scuola di Posillipo, e di pittori abruzzesi. Le opere vanno dal XVII secolo al 1920, con particolare riguardo alla pittura del periodo tra il 1820 e il 1870[4]. Attualmente le otto sale sono adibite alle mostre temporanee;
- il terzo piano, aperto il 4 ottobre 1998[1], ospita la sala conferenze, adibita a concerti, conferenze, convegni, presentazioni di libri ed eventi culturali, oltre che all'esposizione di mostre temporanee.

Il primo piano, che non fa parte del Museo, è sede del Convento dei Frati Cappuccini.

## Artisti
La Collezione d'arte dei Frati Cappuccini d'Abruzzo, ospita opere di Giulio Cesare Bedeschini e seguaci, di artisti della scuola di Pompeo Cesura e della scuola di Giacinto Brandi, di Bernardino Ciferri, di Carl Ruthart, Padre Alfonso da Torino di Sangro e Jusepe de Ribera.
Il museo possiede una collezione permanente che include pitture, sculture e grafiche di artisti contemporanei, tra i quali Mimmo Paladino, Francesco Messina, Aligi Sassu, Georges Rouault, Simon Benetton.

## Mostre temporanee
Il museo, fin dalla sua fondazione, ospita mostre di artisti contemporanei.
| Titolo | Inizio            | Fine              |
| --- | ----------------- | ----------------- |
| Aligi Sassu. Il Sacro: dipinti, disegni, acquerelli (1930-1994) e I Promessi Sposi: 58 acquerelli (1943-1944)        | 27 luglio 1997    | 30 settembre 1997 |
| Giorgio Morandi, pittore e incisore                                                                                  | 14 dicembre 1997  | 15 febbraio 1998  |
| I Cascella, cinque generazioni di artisti                                                                            | 4 luglio 1998     | 30 agosto 1998    |
| Marc Chagall. La Bibbia: 105 incisioni (1931-1939)                                                                   | 13 dicembre 1998  | 31 gennaio 1999   |
| Ruggero Savinio, opere 1986-1998                                                                                     | 28 marzo 1999     | 30 maggio 1999    |
| La Scuola di Posillipo e il paesaggio napoletano dell'Ottocento. Dipinti dalla Pinacoteca Comunale di Giulianova     | 18 luglio 1999    | 12 settembre 1999 |
| Francesco Messina, la scultura come accesso alle origini e attraversamento del tempo, opere dal 1928 al 1994         | 19 dicembre 1999  | 13 febbraio 2000  |
| Venanzo Crocetti, sculture e opere su carta dal 1932 al 2000                                                         | 2 luglio 2000     | 17 settembre 2000 |
| Alberto Sughi nella Collezione Zavoli. Dipinti e opere su carta dal 1958 al 2000                                     | 24 settembre 2000 | 26 novembre 2000  |
| Raffaello Pagliaccetti, le epifanie della luce. Bronzi, marmi, terracotte e gessi dal 1861 al 1899                   | 25 aprile 2001    | 8 luglio 2001     |
| L'arte sacra di Umberto Mastroianni. Sculture, bassorilievi e opere su carta dal 1928 al 1997                        | 12 luglio 2001    | 20 settembre 2001 |
| La collezione Giuseppe Trevisan. Pitture e sculture di artisti italiani e stranieri della seconda metà del Novecento | 9 dicembre 2001   | 10 febbraio 2002  |
| Philippe Artias. Tentazioni visionarie: il ciclo di Sardanapalo e altre opere                                        | 9 luglio 2002     | 15 settembre 2002 |
| L'astrazione lirica di Antonio Corpora. Dipinti e acquerelli dal 1944 al 2002                                        | 12 ottobre 2002   | 12 gennaio 2003   |
| Figure del '900 italiano                                                                                             | 20 dicembre 2003  | 31 gennaio 2004   |
| Gesù Gianquinto | 20 dicembre 2003  | 31 gennaio 2004   |
| Arnulf Rainer. Sotto la croce                                                                                        | 13 marzo 2004     | 2 maggio 2004     |
| Virgilio Guidi. L'opera grafica                                                                                      | 21 dicembre 2004  | 20 febbraio 2005  |
| Dino Cunsolo. Tormento ed estasi                                                                                     | 6 maggio 2006     | 1 luglio 2006     |
| Sergio Sarri. L'uomo e la macchina                                                                                   | 23 settembre 2006 | 31 ottobre 2006   |
| Pinocchio. Opere grafiche con tavole illustrative dell'artista Mimmo Paladino                                        | 22 settembre 2007 | 10 novembre 2007  |
| Ennio Calabria, un volto e il tempo. Ritratti e autoritratti dal 1960 al 2008                                        | 5 luglio 2008     | 7 settembre 2008  |
| Credere la luce | 9 luglio 2011     | 24 luglio 2011    |
| Credere la luce 2 | 20 aprile 2012    | 29 aprile 2012    |
| Carlo Levi. Dipinti dal 1926 al 1973                                                                                 | 28 giugno 2012    | 19 agosto 2012    |
| Credere la luce 3 | 29 luglio 2013    | 14 agosto 2013    |
| Credere la luce 4 | 6 luglio 2014     | 14 agosto 2014    |
| Credere la luce 5 | 25 luglio 2015    | 14 agosto 2015    |
| Credere la luce 6 | 17 aprile 2016    | 30 aprile 2016    |
| Emiliano Alfonsi, enigma e bellezza                                                                                  | 24 marzo 2018     | 21 aprile 2018    |
| Luca Farina, frammenti di grazia                                                                                     | 8 luglio 2018     | 9 settembre 2018  |
| Gigino Falconi, le stagioni                                                                                          | 29 settembre 2018 | 7 ottobre 2018    |
| Sara Chiaranzelli: Immagini                                                                                          | 7 aprile 2019     | 26 maggio 2019    |
| Gruppo 4: Comuni Radici                                                                                              | 6 luglio 2019     | 21 luglio 2019    |
| Gigino Falconi: Per Giulianova                                                                                       | 11 luglio 2019    | 8 settembre 2019  |
| Silvio Mastrodascio: Dal pensiero alla forma                                                                         | 27 luglio 2019    | 8 settembre 2019  |
| Credere la luce 7: Il liturgico e il sacro                                                                           | 7 dicembre 2019   | 31 gennaio 2020   |